# Бялыницкий-Бируля, Алексей Андреевич
Алексей Андреевич Бялыницкий-Бируля (24 октября 1864 или 30 октября [11 ноября] 1864, Высоцкая волость, Могилёвская губерния — 18 июня 1937, Ленинград) — русский и советский учёный-зоолог и палеонтолог, член-корреспондент РАН (1923).

## Биография
Родился 30 октября (11 ноября) 1864 года в селе Бабково, Оршанский уезд Могилёвская губерния. Его отец Андрей Симплицианович Бялыницкий-Бируля — организатор метеостанции Новое Королёво под Витебском, действовавшей с 1864 по 1941 год.
Окончил классическую гимназию в г. Вязьме. Высшее образование получил на естественном отделении физико-математического факультета Петербургского университета (диплом I степени, 1891); неоднократно посещал биологическую станцию на Соловецких островах. Состоял зоологом в зоологическом музее Императорской Академии Наук. В 1899 г. принял участие в шпицбергенской экспедиции.
В 1900—1903 годах принимал участие в Русской полярной экспедиции барона Э. Толля в качестве старшего зоолога.
Научные исследования касались преимущественно систематики, морфологии и зоогеографии беспозвоночных животных, в особенности паукообразных, а впоследствии и млекопитающих.
В 1918 году поочерёдно с другими зоологами исполнял обязанности директора и председателя Совета Зоологического музея Академии Наук. С 1923 исполняющий обязанности директора, а с 1927 года — директор Зоологического музея АН СССР. Способствовал организации при музее постоянной комиссии по изучению малярийных комаров, экспедиции в Среднюю Азию (1928), положившей начало широким экспедиционным исследованиям по паразитологии в СССР.
25 октября 1928 года был избран в Бюро Комиссии по изучению четвертичного периода при АН СССР. Участвовал в заседаниях до 20 февраля 1930 года, включительно.

### Репрессии и ссылка
15 ноября 1930 арестован по «академическому делу».
23 ноября 1929 постановлением комиссии по проверке аппарата АН снят с должности директора Зоомузея.
10 февраля 1931 г. осужден тройкой ОГПУ при Ленинградском военном округе по ст. 187 (контрреволюция) на 3 года заключения. Отбывал срок лекпомом (помощником врача) в Белбалтлаге (командировка в город Сегежа).
Освобожден досрочно и направлен в ссылку в Архангельск. Зачислен в Архангелогородское отделение Государственного океанографического института (ГОИН), в 1935 освобожден от занимаемой должности.
Работал по договору в зоологическом институте АН СССР.
В 1935 присвоена степень доктора биологических наук без защиты.
В 1935—1936 годах — старший специалист, позднее руководитель сектора зоологии Казахстанского филиала АН СССР.
Скончался 18 июня 1937 в Ленинграде.

## Награды и премии
- 1924 — Константиновская медаль — Высшая награда РГО[6]

## Основные труды
- Очерки из жизни птиц полярного побережья Сибири // Записки Акад. наук по физ.-мат. отделению, 1907, т. 18, № 2
- Членистобрюхие и паукообразные Кавказского края // Записки Кавказского музея, серия А, № 5, 1917
- Скорпионы // Фауна России, том I, Петроград, 1917 (djvu)
- Фаланги // Фауна СССР. Паукообразные, т. 1, вып. 3, М.—Л., 1938.

## Память
В честь него Э. В. Толль в 1901 году назвал:
- Залив Бирули — Полуостров Заря, Берег Харитона Лаптева (залив нанесён на карту в 1901 году участниками Русской полярной экспедиции, назван по фамилии зоолога экспедиции)[7].
- Река Бирули — на севере острова Новая Сибирь.